# Meducha
Meducha (ukr. Медуха) – wieś na Ukrainie, w rejonie halickim obwodu iwanofrankiwskiego, nad Gniłą Lipą. Wieś liczy 442 mieszkańców. Przez miejscowość przebiega droga terytorialna T0903.

## Historia
Pierwsze wzmianki o Medusze pochodzą z XV w..
W II Rzeczypospolitej miejscowość początkowa była siedzibą gminy jednostkowej Meducha w powiecie stanisławowskim województwa stanisławowskiego. Od 1 sierpnia 1934 r. weszła w skład nowo utworzonej gminy zbiorowej gminy Delejów.
W 1931 r. liczyła 354 zagród i 1756 mieszkańców, z których ponad 1200 było Polakami. Miały tutaj miejsce zbrodnie nacjonalistów ukraińskich na polskiej ludności cywilnej w okresie II wojny światowej. W 1944 r. w czasie trzech napadów członkowie OUN - UPA zamordowali 58 Polaków.  Większość ludności polskiej (około 1300 osób) udało się ocalić dzięki akcji miejscowego proboszcza, Piotra Zawory, który zorganizował specjalny transport wiernych do jego rodzinnej wsi, Wysokiej k. Łańcuta.

## Urodzeni w Medusze
We wsi urodził się Dmytro Witowski – ukraiński polityk, dowódca UHA, państwowy sekretarz spraw wojskowych Zachodnioukraińskiej Republiki Ludowej (ZURL), kapitan Ukraińskich Strzelców Siczowych (USS).

## Zabytki
- Kościół rzymskokatolicki parafialny pw. Matki Bożej Różańcowej w Medusze[5].

## Kościół w Medusze
W 1464 część wsi została nabyta przez arcybiskupa Grzegorza z Sanoka – metropolitę lwowskiego. W późniejszych latach arcybiskupi nabyli pozostałą część wsi, która pozostawała w ich rękach aż do XX w.
Początkowo Meducha należała do parafii w Konkolnikach. W 1794 pojawiły się plany utworzenia tu samodzielnej parafii, lecz dopiero w 1918 powstała samodzielna ekspozytura parafialna, a w 1925 samodzielna parafia w ramach dekanatu konkolnickiego. Pierwsza parafia w Medusze została ufundowana przez miejscową szlachtę zagrodową, a swoje święcenia otrzymała w roku 1870. Dzięki pomocy arcybiskupa Józefa Bilczewskiego oraz zaangażowaniu parafian, w latach 1912 – 1913 wybudowano nowy kościół. Część malowideł zdobiących nową świątynię dotrwała do dziś. Kościół rzymskokatolicki w Medusze został zamknięty w 1945 (po wyjeździe ks. Piotra Zawory) i w okresie ZSRR pełnił rolę magazynu. Obecnie znajduje się w stanie ruiny.

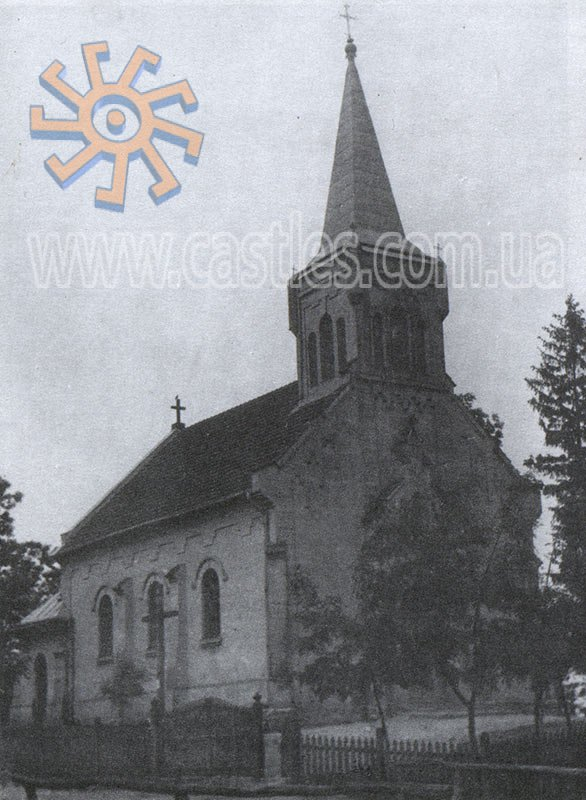
Kościół Matki Bożej Różańcowej w 1930
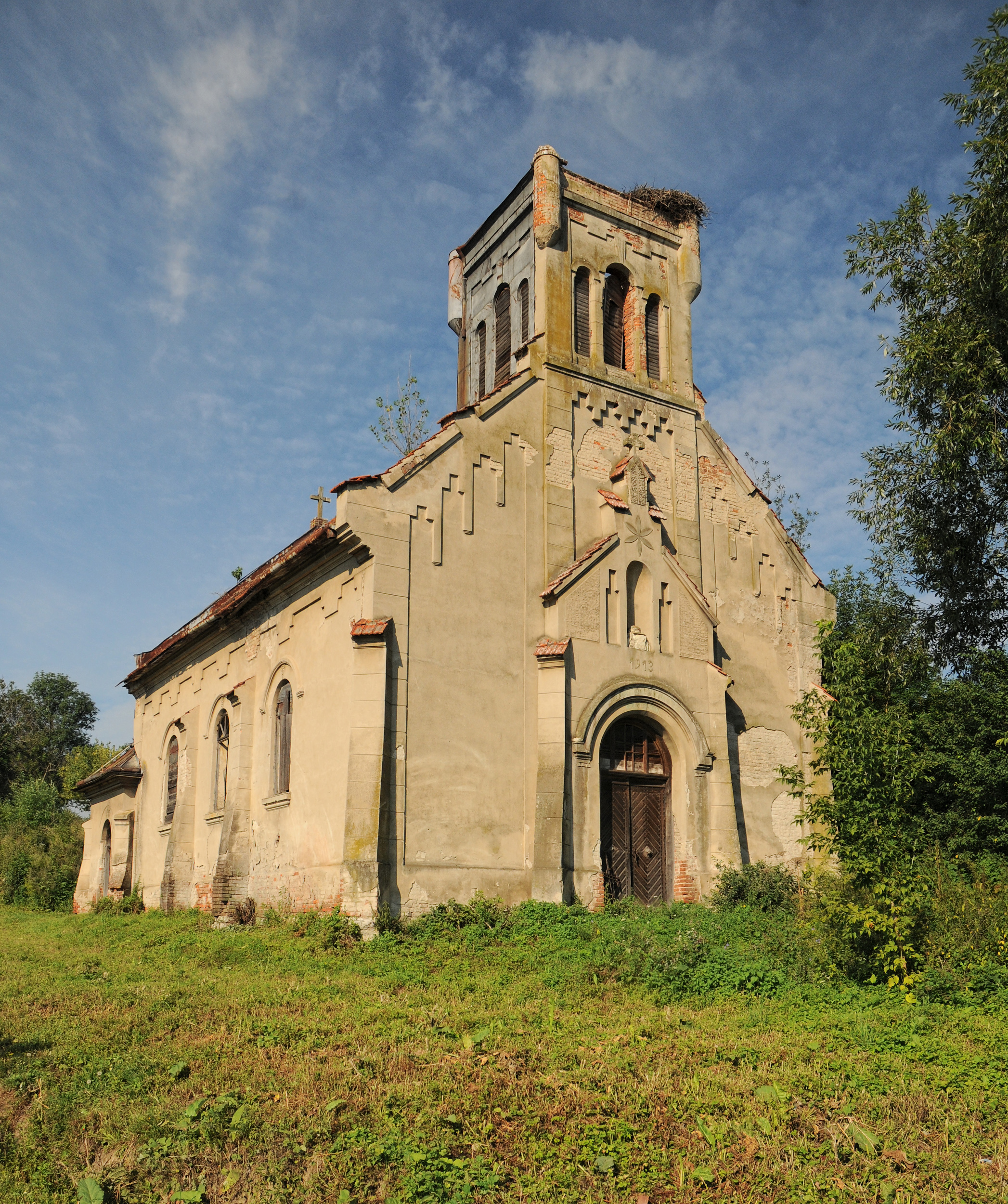
Kościół w 2011